# Peter Lord
Peter Lord (CBE, sinh ngày 4 tháng 11 năm 1953) là một nam doanh nhân, đạo diễn, họa sĩ diễn hoạt và nhà sản xuất phim người Anh. Ông được biết đến là người sáng lập và là một trong những thành viên chủ chốt của Aardman Animations.
Những bộ phim của ông sử dụng hoạt hình tĩnh vật đa phần đều được các nhà phê bình đánh giá cao. Với những đóng góp của ông trong ngành hoạt hình tĩnh vật, ông cùng với David Sproxton được Nữ hoàng Anh Elizabeth II trao tặng Huân chương Đế quốc Anh vào ngày 17 tháng 6 năm 2006.